# Éparchie Notre-Dame-du-Liban de Paris des Maronites
Pour les articles homonymes, voir éparchie Notre-Dame-du-Liban.
L'éparchie Notre-Dame-du-Liban de Paris des Maronites (en latin : Eparchia Dominae Nostrae Libanensis Parisiensis Maronitarum) est une Église particulière créée le 21 juillet 2012 pour les catholiques maronites de France. Elle dépend directement du Saint-Siège à Rome. Son siège est à la Villa des Cèdres et Beit Maroun, au 24 rue Ernest-Renan à Meudon.

## Histoire
Les premiers chrétiens maronites arrivent en France en 1614 à l'invitation du roi Louis XIII. Ils installent leur siège en 1913 rue d'Ulm, la communauté recense environ une centaine de famille à cette époque.
La communauté connait une forte croissance au XXe siècle pour atteindre 85 000 fidèles sur les 120 000 Libanais recensés en France dans les années 2010. L'éparchie Notre-Dame du Liban est érigée le 21 juillet 2012, par la constitution apostolique Historia traditiones du pape Benoît XVI.

## Éparques
- 2012-2024 : Nasser Gemayel[3]
  - depuis 2022 : Peter Karam, administrateur apostolique